# Cambodjaanse riel
De riel (Khmer: រៀល, symbool: ៛) is de munteenheid van Cambodja. Eén riel is honderd sen, maar de ondereenheid wordt niet gebruikt. De naam riel komt uit het Khmer en betekent datgene dat glanst.

## Munten en biljetten
Munten in circulatie waren: 50, 100, 200 en 500 riel. De waarde is echter zo laag, dat ze niet meer in gebruik zijn. Het papiergeld is beschikbaar in 50, 100, 200, 500, 1000, 2000, 5000, 10.000, 20.000 en 50.000, hoewel het eerste biljet slechts weinig worden gebruikt.

## Geschiedenis
Voordat Cambodja deel werd van het Franse Indochina, werden munten gebruikt, namelijk de tical, naar de naam van de munteenheid in het naburige Thailand. In 1884 werd de "piastre de commerce", ook wel de "Frans-Indochinese piastre" ingevoerd, die in waarde gelijk was aan de Mexicaanse handelsdollar. In 1930 was de verhouding van deze munt tot de Franse franc 10:1. In 1955 werd, na de onafhankelijkheid, de riel (KHO) ingevoerd met een omruilverhouding van 1:1 ten opzichte van de piastre. De munt werd gebruikt tot 1975 toen de rode Khmer het land overnamen en de munt afschaften. Na de invasie van Cambodja door Vietnam waren er verschillende munteenheden in omloop, onder andere die van Vietnam en Thailand. In 1980 werd de nieuwe riel (KHR) geïntroduceerd.
De wisselkoers van de riel is gekoppeld aan de Amerikaanse dollar. De wisselkoers is stabiel en schommelt, binnen zeer nauwe marges, rond de 4050 riel per dollar.